# Bandar ben Sultan ben Abdelaziz Al Saoud
Bandar ben Sultan ben Abdelaziz Al Saoud arabe : بندر بن سلطان بن عبدالعزيز آل سعود, né le 2 mars 1949 à Taëf est un membre de la famille royale saoudienne, fils de l'ancien prince héritier Sultan.
Ambassadeur aux États-Unis de 1983 à 2005, il est secrétaire général du Conseil de sécurité nationale d'Arabie saoudite et, depuis juillet 2012, responsable des services de renseignement, succédant au prince Miqrin ben Abdel, le demi-frère du roi, avant d'en démissionner le 6 mars 2014.
Bandar ben Sultan et ses proches sont considérés avoir eu une influence décisive sur la politique étrangère et sécuritaire de l'Arabie saoudite pendant des décennies.

## Biographie

### Enfance
Le prince Bandar est né à Taëf, ville d’Arabie saoudite occidentale des monts Sarawat, située à 65 km de La Mecque. Il est le fils du prince Sultan ben Abdelaziz Al Saoud et de son épouse Khizaran. Sa date de naissance officielle est le 2 mars 1949, mais Bandar avoue avoir donné cette date fictive de manière à intégrer la Royal Air Force saoudienne avant d’en avoir l’âge.
La mère de Bandar, Khiziran, était une esclave éthiopienne. Elle avait tout juste seize ans et travaillait comme serveuse au palais quand elle rencontra le prince Sultan pour la première fois. Ensemble ils eurent Bandar très jeunes et la famille princière fournit alors à Khiziran une pension mensuelle très généreuse, lui demandant de se retirer en emmenant son enfant pour aller vivre dans sa propre famille.
De ce fait, Bandar passe les années de sa petite enfance dans un milieu de roturiers, vivant avec sa mère et sa tante en n’ayant que peu de contacts avec son père. À l’âge de huit ans, la famille royale invite enfin Khiziran à revenir, accompagnée de son fils, vivre au palais de sa grand-mère Hassa Al Sudairi, figure d’autorité car mère des sept Sudairi (sept princes, dont deux deviendront rois : Fahd et Salman)

### Éducation
Bandar sort diplômé de la Royal Air Force en 1968 puis reçoit un complément d’entraînement par l’Air University de l’U.S. Air Force à la base Maxwell et par l’école Dwight Eisenhower de sécurité nationale et de ressources stratégiques. Avant d’avoir trente ans, Bandar acquiert une solide expérience de pilote sur de nombreux appareils et, dans les rangs de l’armée royale saoudienne, obtient le grade de lieutenant-colonel. Mais sa carrière militaire se termine prématurément. En 1977 après l’atterrissage d’urgence de son avion de chasse Bandar est blessé et gardera à vie des séquelles rachidiennes douloureuses. Forcé à une reconversion, il obtient une maîtrise en politique publique internationale à l’université Johns-Hopkins de Washington.

### Début de carrière

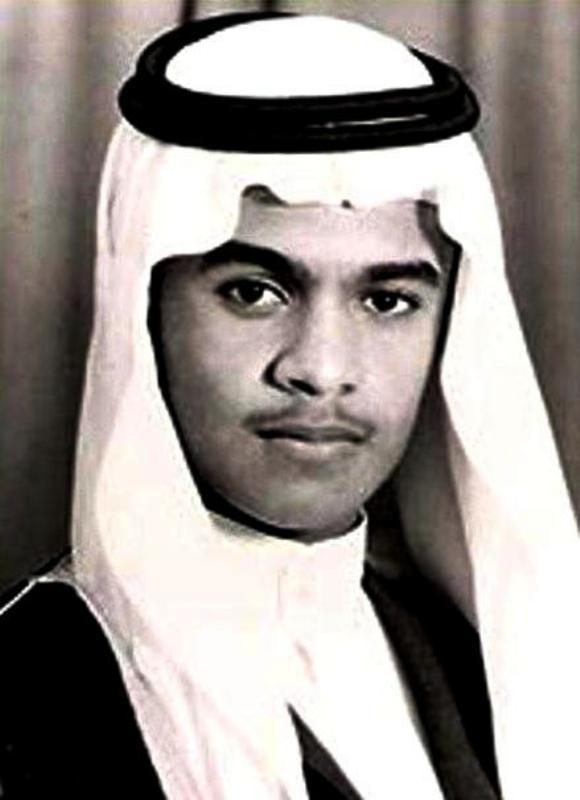
Le jeune Prince Bandar

Sa carrière diplomatique débute en 1978 quand il est désigné ministre plénipotentiaire personnel du roi. Il intervient avec succès pour faire approuver par le Congrès des États-Unis d’Amérique la vente de F15 à l’Arabie saoudite. Dans le bureau ovale, le président Carter lui conseille de rechercher le soutien politique du gouverneur de Californie, Ronald Reagan, ce qui lui sera effectivement profitable. En retour, il aide Carter à faire aboutir le traité du canal du Panama. À la suite de cette introduction heureuse dans le milieu politique américain, le roi Fahd fait de Bandar un émissaire de Carter et lui donne toute latitude pour agir indépendamment de l’ambassade saoudienne aux États-Unis.
Plus tard, en 1982, Fahd en fait l’attaché militaire de l’ambassade saoudienne, une situation qui aurait pu être la fin de l’ascension dans sa carrière diplomatique. Toutefois, l’année suivante, Fahd le nomme nouvel ambassadeur saoudien des États-Unis.

### Ambassadeur aux États-Unis d'Amérique (1983-2005)
La nomination en tant qu’ambassadeur saoudien aux États-Unis d’Amérique par le roi Fahd, se déroule le 24 septembre 1983. Durant sa carrière diplomatique, le prince Bandar sera en rapport avec cinq présidents américains, dix secrétaires d’état et onze conseillers à la sécurité nationale. Il sera reconnu comme un homme d’une influence primordiale dans le pays. À l’apogée de sa carrière, il servira à la fois comme « messager exclusif du roi » et « coursier de la maison blanche ». Sur trois décennies, il aura été le visage du lobby saoudien auprès du gouvernement américain et, bien que ce dernier était alors considéré comme un allié des saoudiens, certains membres de la famille royale ressentent un mélange de confiance et de suspicion à son égard. Sentiments se répercutant sur le prince Bandar.

#### Ère Reagan (1981-1989)
Durant la présidence Reagan (1981-1989), Bandar a un rôle important d’intermédiaire pour la vente massive d’armes américaines à son pays. La transaction illustrant le mieux le développement des accords commerciaux entre les deux pays est celle des avions de surveillance AWAC. Il obtient la concrétisation de cette vente qui a contre elle la majorité des Américains, d’éminents sénateurs US, l’État d’Israël et les lobbys juifs.
Il sert ensuite d’intermédiaire dans l’achat de missiles à la Chine, transaction qui avait commencé par être refusée par les États-Unis, ce qui déclenche les foudres de la CIA et du département d’État. Il tient un rôle dans le scandale de l’Irangate en ayant arrangé un financement de 32 millions de dollars Saoudiens pour les contrats du Nicaragua.
En 1985, d’autres soupçons se portent sur lui concernant les contrats Al Yamamah entre le Royaume-Uni et l’Arabie saoudite. La justice britannique le suspecte d’avoir reçu un dessous-de-table dépassant le milliard de livres Sterling. Cette enquête est arrêtée sur décision de l'exécutif britannique en 2006.
Enfin, dans les années 80, lors de la guerre contre l’union soviétique, il joue un rôle d’intermédiaire avec les moudjahidines afghans. À ce titre, Bandar raconte en 2001 avoir rencontré Oussama ben Laden : « Nous étions en relation avec Ben Laden quand la CIA et l’Arabie saoudite aidaient nos frères moudjahidines en Afghanistan à se débarrasser des forces soviétiques. Oussama ben Laden m’a dit : “Merci. Merci de nous amener l’aide américaine.” À cette époque, je pensais qu’il n’était pas capable de faire traverser la rue à une famille de canards. »,.

#### Présidence Bush (1989-1993)
Durant sa carrière, Bandar noue des relations étroites avec de nombreux présidents américains, notamment George H. W. Bush et George W. Bush. Il est tellement proche d’eux qu’il est considéré par l’un et l’autre comme un membre de la famille,, George W. lui donnera le surnom affectueux et controversé de « Bandar Bush »Cette connivence sera mise en lumière dans le documentaire de Michael Moore, Fahrenheit 9/11.

#### Présidence Clinton (1993-2001)
Bill Clinton, pendant son mandat de gouverneur d’Arkansas, lui demande une aide financière pour créer un centre d’études du Moyen-Orient à l’université de l’Arkansas. Dans les années 1990, il obtient l’extradition de deux ressortissants libyens suspectés dans le cadre de l’attentat du vol 103 Pan Am auprès du président libyen Mouammar Kadhafi que Bandar décrit, en privé, comme « un Jerry Lewis essayant d’être un Churchill ».

#### Présidence Bush (2001-2009)

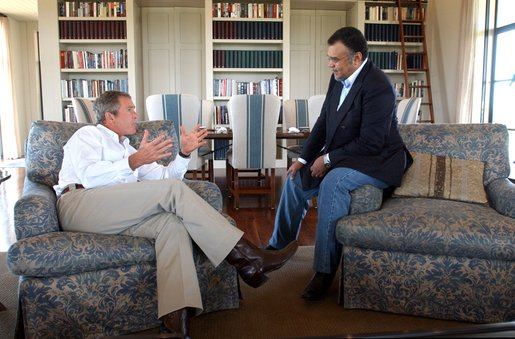
Le président George W. Bush et le prince Bandar en août 2002.

Les attentats du 11 septembre n’entraînent aucun refroidissement entre le gouvernement Bush et l’ambassade saoudienne en dépit du fait qu’Oussama ben Laden et 15 des 19 pirates de l’air étaient saoudiens. Le prince Bandar est même invité à dîner à la Maison Blanche le soir du 13 septembre.
Dans le même temps, dès le 13, alors que tous les vols sont interdits au-dessus du territoire américain, 142 saoudiens quittent les États-Unis à bord de six jets privés et d’une vingtaine de vols commerciaux. Parmi eux, 24 membres de la famille Ben Laden.
C’est le prince qui vient communiquer sur le sujet dans l’émission Larry King Live sur CNN. Il présente cette évacuation de ressortissants saoudiens comme tout à fait anodine et allant de soi. Concernant les membres de la famille Ben Laden, il explique : « Sa majesté trouvait injuste que des innocents soient inquiétés. » « Le FBI a donc aidé à les évacuer »,.
Dans les années qui suivent, il plaide aux côtés des officiels américains, pour un renversement de Saddam Hussein en réponse aux attentats. Il encourage l’action militaire en Irak et soutient l’agenda de Dick Cheney pour un « nouveau Moyen-Orient », qui appelle à un programme pour la démocratie en Syrie et en Iran.
Son nom est évoqué en juillet 2016 lorsque est rendu public un extrait de l’enquête sénatoriale sur les attentats du 11 septembre concernant l’implication de l’Arabie saoudite. Ce passage de 28 pages avait été tenu secret par le gouvernement américain sous la présidence de George W. Bush et est déclassifié à contrecœur sous la présidence de Barack Obama à la suite des pressions de députés, sénateurs et familles de victimes. La levée du secret défense sur ces 28 pages devait mettre un terme aux récits conspirationnistes s’y rattachant. En effet, aucune preuve juridiquement recevable d’implication saoudienne ne s’y trouve, mais des éléments qui auraient dû alimenter une enquête plus approfondie. Le résultat sur les médias et l’opinion fut contrasté.
En particulier, ces pages révèlent des liens indirects entre le prince Bandar et certains des pirates de l’air. Un numéro de téléphone dans l’agenda d’un lieutenant de Ben Laden arrêté par les Américains après les attentats, Abu Zubaydah, lui permettait d’être en contact avec le prince Bandar. D’autre part, des sommes importantes furent versées à Osama Bassnan, un ressortissant saoudien en contact avec deux des pirates de l’air. La plupart de ces dons furent réalisés par l’épouse du prince à Bassnan, d’autres à l’épouse de ce dernier. Au moins un chèque a été réalisé directement par le prince Bandar,

#### Démission
Le 26 juin 2005, Bandar présente sa démission d’ambassadeur pour « raisons personnelles »,. La date officielle de fin de mandat est le 8 septembre 2005. Bandar est remplacé par son cousin, le prince Turki Al Faisal, qui renoncera à ce poste après seulement 18 mois.
Fin juillet 2005, Bandar retourne en Arabie saoudite alors que le roi Fahd est mourant. La rumeur nationale dit alors que son retour a été programmé afin d’obtenir un poste au sein du futur gouvernement. À la suite du décès du roi, Fahd est remplacé par son demi-frère Abdullah bin Abdelaziz, ancien régent. Le père de Bandar, Sultan bin Abdelaziz, devient lui prince héritier de la nation. Et, en octobre 2005, le nouveau roi nomme Bandar ben Sultan Secrétaire général du Conseil national saoudien de sécurité qu’il vient de créer.

### Secrétaire général du Conseil de sécurité nationale (2005-2015)

#### Premier mandat (octobre 2005 – septembre 2009)
En 2005, en son titre de conseiller de sécurité nationale, le prince rencontre le président syrien Bachar El-Assad et, en 2006, poursuit des entrevues privées avec George W Bush et le vice-président Dick Cheney. Seymour Hersh, en 2007, décrit Bandar comme un des principaux architectes de la politique de l’administration Bush en Irak et au Moyen-Orient, quand bien même son mandat d’ambassadeur est arrivé à son terme. En janvier 2007, le prince poursuit son travail d’influence en Iran et avec le Hezbollah concernant la crise au Liban.
Hersh relève qu'il a participé avec Dick Cheney et Elliott Abrams au financement et à l'organisation d'opérations clandestines menées en Iran, au Liban et en Syrie visant à déstabiliser ces pays et à affaiblir le Hezbollah.
Le 3 septembre 2009, le mandat de secrétaire général du prince Bandar est prolongé pour quatre ans.

#### Disparition (septembre 2009 – octobre 2010)
À la suite du renouvellement de son mandat, Bandar omet de faire la démonstration publique de son allégeance au roi, comme le veut le protocole. Cette absence remarquée est suivie par d’autres : alors qu’il est un grand supporter des Cowboys de Dallas, Bandar ne figure pas à son siège personnel dans la loge du propriétaire de l’équipe, Jerry Jones, lors du match d’inauguration du nouveau stade. En octobre 2009, il est absent de la délégation du roi Abdullah à Damas. Plus frappant encore, en décembre 2009, Bandar n’est pas présent lors du retour de son père du Maroc. Après cet événement, les journalistes commencent à faire rapport de la disparition de Bandar, notant que sa dernière apparition publique remontait au 10 décembre 2008.
Cette disparition inexpliquée impose alors des supputations. On peut relever les différentes rumeurs suivantes :
- Hugh Miles du London Review of Books rapporte que Bandar subi une intervention chirurgicale à l’hôpital Johns-Hopkins à Baltimore[29]. Ce que l’avocat de Bandar dément[28]
- Le blog du Figaro au Moyen-Orient croit savoir que Bandar a séjourné dans un hôpital en France et qu’il est en convalescence au Maroc[30].
- La télévision iranienne indique que Bandar est en résidence surveillée pour une tentative de putsch[29],[31].
- L’opposition saoudienne déclare qu’il est incarcéré à la prison de Dhaban[29].
- Des sources avancent que son coup d’État a été révélé par les services de renseignement russes en raison de ses fréquents voyages à Moscou pour encourager la coopération contre l’Iran[29].

#### Réapparition et fin du second mandat (octobre 2010 – septembre 2013)
Le prince Bandar réapparait en octobre 2010. C’est sa première apparition publique depuis près de deux ans. Citant les médias officiels saoudiens, l’analyste du Moyen-Orient, Simon Henderson rapporte que Bandar est accueilli à l’aéroport par « un véritable who’s who des personnalités politiques saoudiennes de premier plan ». Aucune explication ne sera donnée sur son emploi du temps durant cette période, la version officielle se cantonnant à « un retour de l’étranger ». 
À la suite de ce retour au premier plan, à partir de mars 2011, Bandar est envoyé au Pakistan, en Inde, Malaisie et Chine pour réunir le plus grand nombre de soutiens possible pour une intervention militaire de l’Arabie saoudite à Bahreïn,. Ces accords semblent avoir été appuyés par des contrats lucratifs. C’est le cas pour la Chine, qui n’est pas alors partisane du printemps arabe mais offre son appui après qu’un premier grand contrat d’armement avec le Royaume est négocié avec elle.
En avril 2011, Bandar est présent lors des réunions du Secrétaire américain de la Défense, Robert Gates, avec le roi Abdullah ainsi que lors d’une visite du conseiller de sécurité nationale, Tom Donilon.
Fin mars 2011, il négocie, à Islamabad, le retour dans l’armée pakistanaise.

### Directeur général de l’Agence de renseignement d’Arabie (2012-2014)
Parallèlement à son mandat de Secrétaire général du Conseil de sécurité nationale, Bandar est nommé directeur général de l’Agence de renseignement d’Arabie le 19 juillet 2012. Il y remplace Muqrin bin Abdulaziz,. Aucune raison officielle n'est fournie pour cette nomination. Il est toutefois à noter le contexte d’exacerbation des tensions entre sunnites et chiites dans la province orientale d’Arabie saoudite, il en découle que ce changement de direction est perçu comme une volonté d’afficher une politique plus agressive dans la politique intérieure et surtout à l’étranger, envers l’Iran et la Syrie.

#### Politique syrienne
La guerre civile en Syrie a éclaté à la suite de la répression violente des manifestations du printemps arabe en 2011. Cette politique sanglante envers le peuple syrien entraîne un grand nombre de défections dans les rangs des officiels. Début juillet 2012, c’est le général Manaf Tlass, intime de Bachar el-Assad et fils de l'ancien ministre de la défense de Hafez el-Assad, qui fait défection.
Le 24 juillet, Manaf Tlass s’adresse aux Syriens depuis l’étranger et les appelle à « s’unir » pour « construire une nouvelle Syrie » qui ne serait pas « bâtie sur la vengeance », juste après s’être entretenu à Riyad avec le prince Bandar, fraîchement nommé à la tête des services de renseignements saoudiens. Des analystes y voient la main des Américains par le biais de la diplomatie saoudienne, cherchant à faire de Manaf Tlass le fédérateur des Frères musulmans et de l’Armée de libération syrienne,.

#### Rumeurs d'attentat contre sa personne
À la suite de cet événement, le 26 juillet, des rumeurs de l’assassinat de Bandar sont signalées par certains titres de presse.
Son assassinat sera ensuite démenti par le journaliste David Ignatius et Arab News,, mais aucune information ne sera donnée sur la réalité de la tentative, qui sera suivie d’un nouvel effacement médiatique du prince jusqu’à la fin de l’année 2012.
Fin 2012, le prince Bandar reprend ses fonctions et son travail d’affaiblissement du régime de Bachar el-Assad dans le but de le faire chuter. C’est ce qu’affirme, en août 2013, le Wall Street Journal, précisant que la CIA y voit la preuve de l’importance capitale qu’accorde l’Arabie saoudite à la chute du pouvoir syrien. Le journal rapporte également que, dès la fin 2012, Bandar « voyageait de manière incessante, en jet, entre les centres de commandement rebelles syriens, l’Élysée et le Kremlin, cherchant à saper le régime Assad ». 

#### Fin de mandat et démission
À cette même période, la position de Bandar sur la scène internationale commence à devenir plus difficile à tenir.
Vis-à-vis du Kremlin, il est rapporté que le prince Bandar a été confronté à Vladimir Poutine à plusieurs reprises pour tenter de sortir de l’impasse syrienne. Ces échanges portent entre autres sur la sécurité des Jeux olympiques d’hiver à Sotchi, au sujet desquels il aurait affirmé pouvoir protéger les jeux contre la menace des groupes tchétchènes. Proposition que Poutine aurait rejetée furieusement en disant « nous savons que vous avez soutenu les groupes terroristes tchétchènes depuis une décennie. Et ce soutien, dont vous parlez sans détour, est incompatible avec des objectifs communs de lutte contre le terrorisme global que vous mentionnez ».
Vis-à-vis de Washington, la position de Bandar est également devenue conflictuelle. Il y serait qualifié de « problème » en privé, par le Secrétaire d’État américain John Kerry à cause de ses liens avec les djihadistes, pour ses critiques virulentes contre Barack Obama pour ne pas avoir répliqué de manière adaptée à la suite des attaques chimiques près de Damas, ainsi que pour son action politique envers Israël et l’Iran.
Il se serait également mis à dos l’émir du Qatar et le premier ministre irakien, Nouri al-Maliki, qui se serait plaint de manœuvres en affirmant : « ils attaquent l’Irak par l’intermédiaire de la Syrie, et d’une manière directe ».
Dans son propre pays, il semble qu’il ait fait preuve d’une trop grande confiance dans les délais présentés au roi pour obtenir la chute de Bachar el-Assad et qu’il ait souffert d’une opposition de plus en plus franche de la part du ministre de l’Intérieur de l'époque, le prince Mohammed ben Nayef Al Saoud.
Le 15 avril 2014, ce sont officiellement les problèmes de santé liés à son accident d’avion de 1979, qui sont avancés comme étant la raison à sa démission « à sa propre demande »,,.
Il reste secrétaire général du Conseil national de sécurité jusqu'au 29 janvier 2015. Le poste de Secrétariat général du Conseil de sécurité nationale est supprimé le même jour.

### Vie privée
Marié à Haifa bint Faisal (en), il est le père de Khalid bin Bandar bin Sultan Al Saud (en) et de la femme d'affaires Reema bint Bandar Al Saoud.